# Шахтёр (хоккейный клуб, Солигорск)
ХК «Шахтёр» Солиго́рск (бел. ХК «Шахцёр-Саліго́рск») — белорусская команда по хоккею с шайбой из города Солигорска. Клуб основан в 2009 году, в сильнейшем дивизионе чемпионатов Беларуси с 2009/10. Домашние матчи проводит в Спортивно-зрелищном комплексе (1760 зрителей).

## История
Рождение хоккейного клуба «Шахтёр» тесно связано с введением в строй в августе 2008 года в Солигорске ледового дворца. Весной 2009 года было принято решение создать на базе «Шахтёра» дочернюю команду белорусского представителя в КХЛ — минского «Динамо». Из предыдущего фарм-клуба «Динамо» — минского «Керамина», был приглашён весь тренерский штаб во главе с Андреем Гусовым. В статусе фарм-клуб «Шахтёр» занял 2-е место в регулярном сезоне-2009/10 и дошёл до финала плей-офф Кубка президента.
1 июня 2010 года был образован хоккейный клуб «Шахтёр» (Солигорск), который не имел отношения к столичному «Динамо», хотя впоследствии дважды заключал договора о сотрудничестве.
В сезоне 2012/13 «Шахтёр» стал бронзовым призёром чемпионата страны, дойдя до полуфинальной стадии плей-офф, где уступил жлобинскому «Металлургу».
1 января 2013 года было образовано ООО «Хоккейный клуб „Шахтёр-Солигорск“», учредителями которого выступили: ОАО «Беларуськалий», УП «Нива», ООО «Пассат», ООО СМУ-200 и ОАО «Купалинка».
В чемпионате 2014/15 «Шахтёр» стал победителем регулярного чемпионата, а весной завоевал Кубок президента.
Молодёжная команда «Шахтёр-2» дважды становилась призёром первенства высшей лиги (серебряные награды — 2013, бронзовые — 2014).

## Достижения
- Белорусская экстралига:
  - Чемпион (1х ): 2015
  - Вице-чемпион (3х ): 2010, 2016, 2020
  - Бронзовый призёр (6х ): 2013, 2018, 2019, 2021, 2022, 2023

## Статистика

### Чемпионат Белоруссии
| Сезон     | И  | В  | ВО | ВБ | ПБ | ПО | П  | Ш       | О   | Место  | Плей-офф |
| --------- | -- | -- | -- | -- | -- | -- | -- | ------- | --- | ------ | -------- |
| 2009/2010 | 52 | 34 | 2  | 2  | 0  | 2  | 12 | 185-114 | 112 | 2 (14) | Финал    |

| Сезон     | И  | В  | ВО | ВБ | ПБ | ПО | П  | Ш       | О   | Место  | Плей-офф       |
| --------- | -- | -- | -- | -- | -- | -- | -- | ------- | --- | ------ | -------------- |
| 2010/2011 | 55 | 27 | 4  | 4  | 1  | 2  | 17 | 197-143 | 100 | 4 (12) | 1/2 финала (4) |

| Сезон     | И  | В  | ВО | ВБ | ПБ | ПО | П  | Ш       | О  | Место  | Плей-офф       |
| --------- | -- | -- | -- | -- | -- | -- | -- | ------- | -- | ------ | -------------- |
| 2011/2012 | 50 | 26 | 2  | 4  | 2  | 2  | 14 | 189-118 | 94 | 5 (11) | 1/2 финала (5) |

| Сезон     | И  | В  | ВО | ВБ | ПБ | ПО | П  | Ш       | О  | Место  | Плей-офф       |
| --------- | -- | -- | -- | -- | -- | -- | -- | ------- | -- | ------ | -------------- |
| 2012/2013 | 50 | 28 | 2  | 0  | 2  | 2  | 16 | 176-136 | 92 | 4 (11) | 1/2 финала (3) |

| Сезон     | И  | В  | ВО | ВБ | ПБ | ПО | П  | Ш      | О  | Место | Плей-офф       |
| --------- | -- | -- | -- | -- | -- | -- | -- | ------ | -- | ----- | -------------- |
| 2013/2014 | 52 | 30 | 2  | 0  | 2  | 0  | 18 | 137-97 | 96 | 6(10) | 1/4 финала (6) |

| Сезон     | И  | В  | ВО | ВБ | ПБ | ПО | П  | Ш      | О   | Место | Плей-офф |
| --------- | -- | -- | -- | -- | -- | -- | -- | ------ | --- | ----- | -------- |
| 2014/2015 | 55 | 35 | 5  | 3  | 0  | 2  | 10 | 204-94 | 123 | 1(11) | Финал    |

### Кубок Белоруссии
| Сезон | Группа   | И | В | ВО | ВБ | ПБ | ПО | П | Ш     | О  | Место |
| ----- | -------- | - | - | -- | -- | -- | -- | - | ----- | -- | ----- |
| 2009  | Группа A | 5 | 3 | 1  | 0  | 1  | 0  | 0 | 16-11 | 12 | 2 (6) |

## Арена
Домашние матчи ХК «Шахтёр» проводит в солигорском Ледовом дворце спорта.Арена Ледового дворца представляет собой универсальный спортивно-зрелищный зал с хоккейной площадкой размерами 29х60 метров и трибуной на 1760 мест. Предусмотрена возможность трансформирования хоккейной коробки в площадку для других видов спорта, а также в сцену для проведения концертов и зрелищных мероприятий.

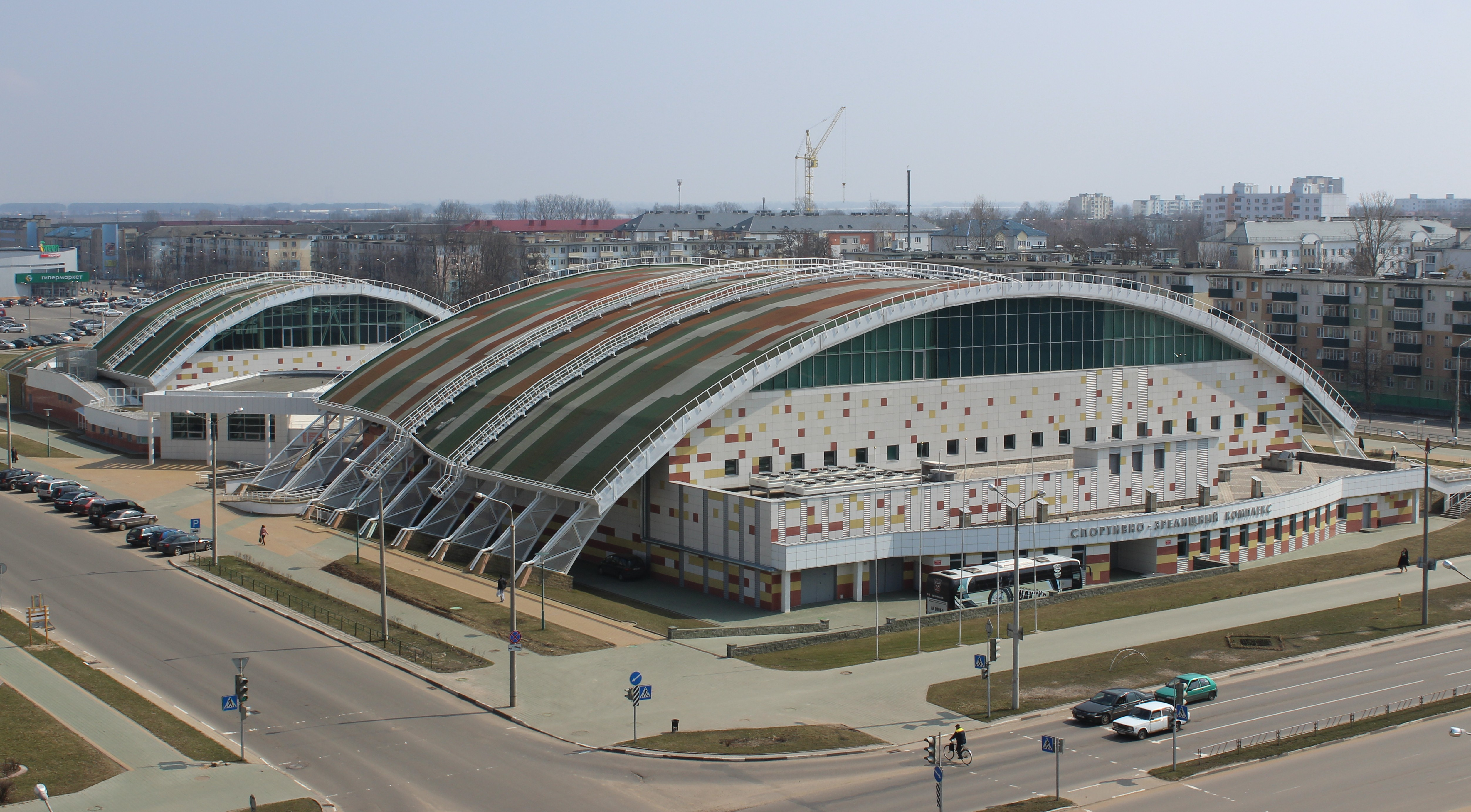
Ледовый дворец спорта
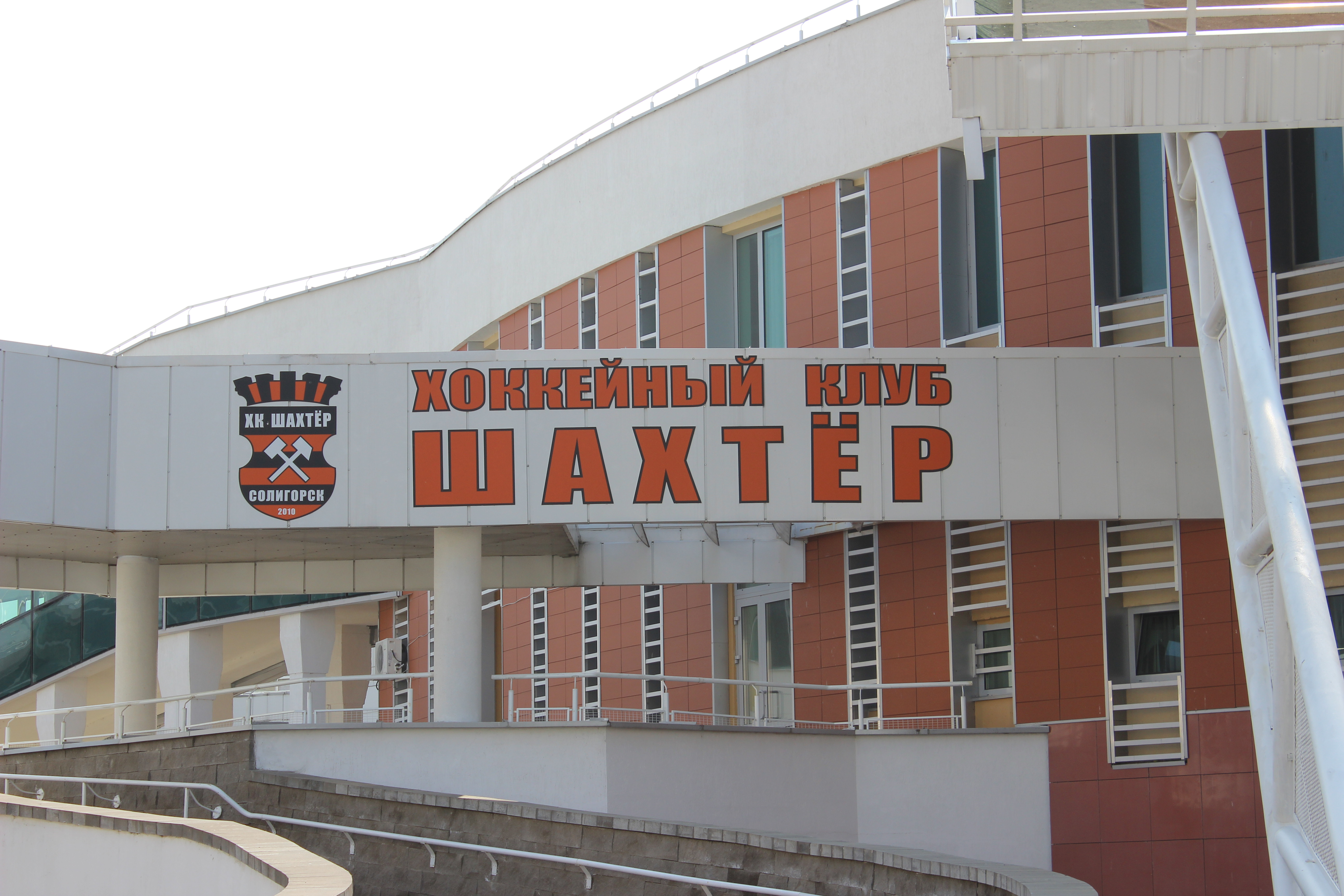
Фрагмент